# Alexandru Nasta
Alexandru Nasta, romunski general, * 1891, † 1962.